# Lunds BK
Der Lunds Bollklub (kurz Lunds BK) ist ein schwedischer Fußballverein in Lund.

## Geschichte
Der Verein wurde 1919 gegründet, nachdem die Junioren von Lunds GIF keine Chance bekamen am Spiel teilzunehmen, obwohl sie eine gute Mannschaft waren. Sie begehrten gegen den Trainer auf und waren kurz darauf ohne Verein. Die Juniorenmannschaft gründete daraufhin mit einigen Junioren vom IFK Lund einen eigenen Verein.
Lunds BK hat nie in der Allsvenskan oder der Superettan gespielt. In der Saison 2009 schaffte der Verein den Aufstieg in die Division 1 Södra.

## Spieler
- Nils-Åke Sandell (19??–1949, 1951–1952)
- Roger Ljung (19??–1983) Jugend, (1983–1984) Spieler

## Trainer
- Roland Andersson (1988–1990)